# Пікір
Пікір (Alaemon) — рід горобцеподібних птахів родини жайворонкових (Alaudidae). Представники цього роду мешкають в Північній Африці та на Близькому Сході.

## Види
Виділяють два види роду Пікір:
- Пікір великий (Alaemon alaudipes)
- Пікір малий (Alaemon hamertoni)

## Етимологія
Наукова назва роду Alaemon походить від дав.-гр. αλημων — мандрівник.